# Tumulus de Dissignac
Le tumulus de Dissignac est un monument mégalithique funéraire situé dans la commune française de Saint-Nazaire (département de la Loire-Atlantique). 
Tant l'architecture de ce monument que les gravures et le matériel archéologique qui y ont été retrouvés permettent de le dater de 4700 à 4500 ans avant notre ère, ce qui fait de lui le plus ancien édifice mégalithique de Loire-Atlantique. Pour comparaison, il est contemporain du Grand menhir brisé de Locmariaquer (Morbihan) et de 2 000 ans plus ancien que la première pyramide d'Égypte (Djéser).
Propriété de l'État, le tumulus de Dissignac est classé monument historique depuis 1889,. Il n'est accessible à la visite qu'aux mois de juillet et d'août et lors des Journées européennes du patrimoine.

## Localisation
Il se trouve sur une butte appelée « Bosse de la Prière ».
Il est situé à environ 6 km à l'ouest du centre de Saint-Nazaire (où, aux alentours du port, se trouve le dolmen des Trois Pierres), à environ 3 km au nord-ouest du littoral le plus proche (plages de Porcé et de Trébézy), à environ 4 km au nord de la station balnéaire de Saint-Marc-sur-Mer, sur l'estuaire de la Loire et environ 4,5 km de la pointe de Chémoulin, limite conventionnelle entre l'estuaire et l'océan Atlantique.
Il se trouve à proximité d'une route de campagne, appelée « route de Dissignac », à un peu moins d'un kilomètre au sud de l'ancienne route de Saint-Nazaire à Guérande (par Escoublac, commune de La Baule-Escoublac) et du village nazairien de l'Immaculée.

## Archéologie
Fouillé une première fois en 1873 par A. Martin et R. Kerviler, de façon expéditive, le tumulus a fait l’objet de plusieurs campagnes de fouilles dans les années 1970 et 1980, réalisées entre autres par Jean L'Helgouach (directeur des Antiquités pour la Loire-Atlantique). 
Ces fouilles ont permis de bien étudier sa structure et de comprendre que que l'édifice avait été réalisé en deux étapes.

## Description architecturale
S'agissant d'un tumulus, les éléments proprement « mégalithiques » (gros blocs rocheux) sont pour la plus grande part recouverts d'une masse de cailloux et de terre végétalisée, un cairn d'une hauteur de 3,20 m. 
On ne les voit qu'aux entrées et à l'intérieur du monument. 

### Les chambres funéraires et les couloirs d'accès
Ce tumulus comporte deux chambres funéraires : la première, la plus grande, est semi-circulaire, la seconde est rectangulaire. 
Deux allées parallèles, d’environ 11 m de longueur, mènent chacune à une chambre. Les entrées sont orientées vers le sud-est. .

### Les trois enceintes concentriques
Les chambres et les couloirs sont entourés d'une première enceinte concentrique qui s'élève à 2 m de hauteur. Elle est constituée de blocs de gneiss d'origine locale.  
Une deuxième enceinte est constituée à la base de blocs de granite et de quartz dressés verticalement et surmontés de galets. 
A la base de ces deux enceintes, du côté extérieur, une masse d'argile a été tassée en contrebutée suivant une pente à 45°. 
La troisième enceinte, la moins haute, est un simple mur en moellons. 
L'espace vide entre chaque enceinte a été comblé avec de la pierraille.

### Analyse: une construction en deux étapes
Les archéologues en ont déduit que la première enceinte constituait aussi la première façade du tumulus dont le diamètre ne dépassait pas alors 17 m. Chaque couloir atteignait alors 7 m de longueur. 
Dans une seconde phase, intervenue rapidement, les deux autres enceintes ont été édifiées, ce qui a nécessité de prolonger les deux couloirs de 4 m. Le tumulus ainsi élargi a ainsi atteint son diamètre actuel de 21 m. 
Une modeste façade de parement en pierres a alors été intercalée entre les deux entrées.

## Description de l'intérieur et du contenu des tombes

### Origine des dalles des chambres funérairee
Les dalles utilisées pour la construction des murs des chambres ne proviennent pas du site même, mais de la façade littorale (Saint-Marc-sur-Mer pour les dalles en granite et Ville-ès-Martin pour celles en amphibolite-pyroxénite. Elles ont donc été déplacées d'au moins 4 km, mais aucune ne dépasse cinq tonnes.

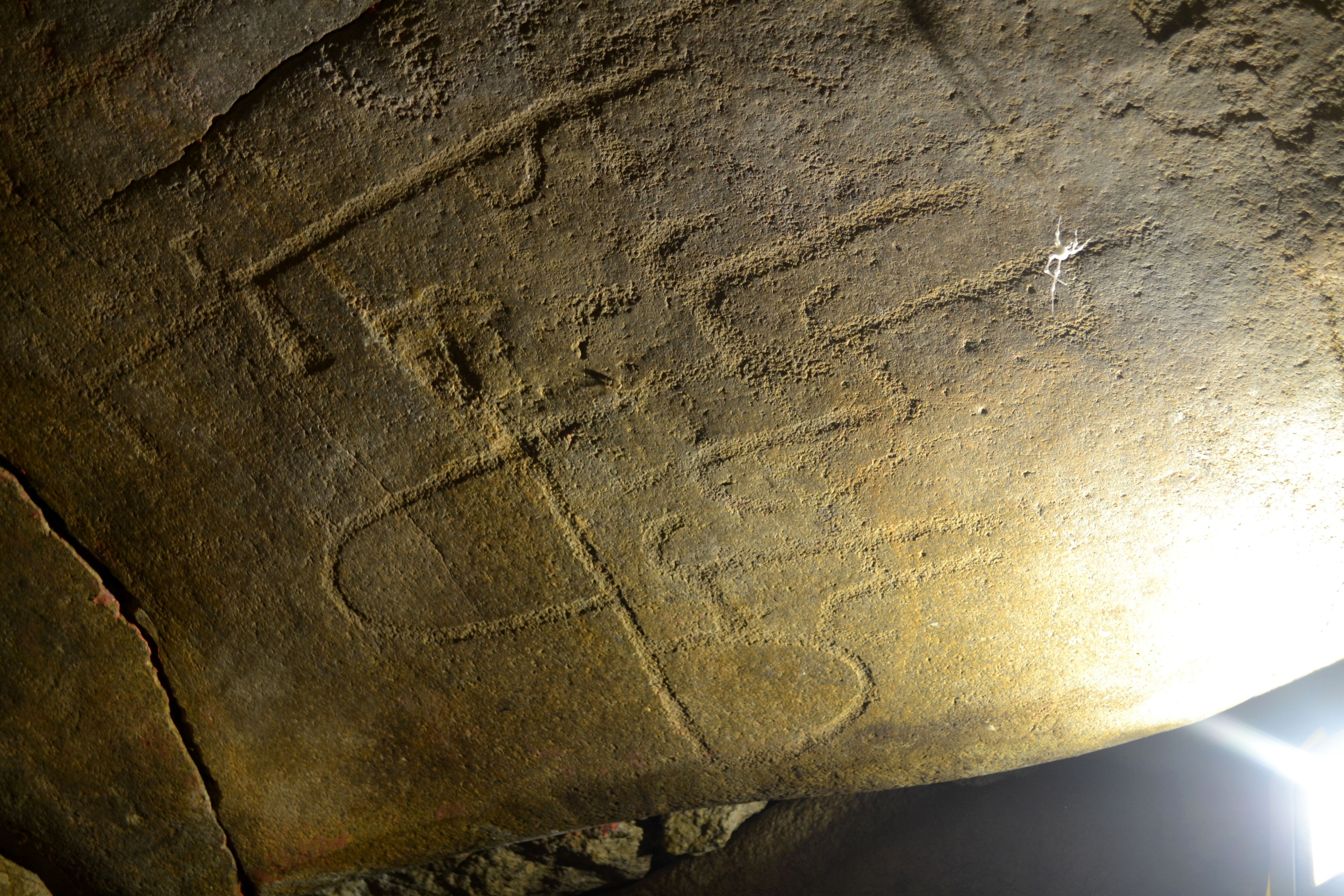
Dalle sculptée du plafond de la petite chambre.

### Chambre n° 1
Dans la plus grande chambre, l’alternance des dalles en granite et de dalles en amphibolite  permet de rompre la monotonie, ce qui dénote un certain souci d'esthétique. 
Ces dalles sont surmontées de blocs qui compensent leurs hauteurs inégales et permettent aux dalles de couvertures de reposer à plat. Ces blocs dépassent parfois en encorbellement, réduisant d'autant la portée des tables.

### Chambre n° 2
Le plafond de la petite chambre comporte une dalle constituée d'un bloc de granite récupéré sur le littoral et dont les traces d'érosion marine ont été nivelées par bouchardage et polissage. 
C'est une dalle gravée de signes par piquetage. Les motifs et le style sont semblables aux gravures observées sur des édifices mégalithiques du département limitrophe du Morbihan : haches triangulaires identiques à celles de la Table des Marchands à Locmariaquer, crosses comparables à celles du menhir de Kermarquer à Moustoir-Ac et grande « hache-charrue » commune avec plusieurs mégalithes du Morbihan (Penhap sur l'Île aux Moines, Kercado à Carnac, Mane-Rutual). 
L'une des haches gravées était à l'origine une crosse qui a été reprise par piquetage pour lui adjoindre une lame.

### Matériel archéologique
Aucun matériel archéologique n'a été conservé des fouilles de 1873. 
Celles des années 1970-1980 ont permis de mettre au jour du matériel céramique (bols, coupes, bouteilles, assiettes, plats, vases, brûle-parfums) daté du IVe millénaire avant J.C ainsi que des objets en pierre (haches en dolérite ou jadéite, grattoirs, pointes de flèches, perles en séricite ou en variscite.